# Wu Xueqian
Wu Xueqian (Xangai, 19 de dezembro de 1921 – Pequim, 4 de abril de 2008) foi vice-primeiro-ministro, conselheiro de estado (abril de 1988 a março de 1993), e ministro das Relações Exteriores da República Popular da China (novembro de 1982 a abril de 1988).
Entrou para o Partido Comunista em 1939.
Durante seu mandato de chanceler visitou a mais de cinqüenta países na Ásia, África, Europa e América.